# Du räckte ut din hand, jag såg och trodde
Du räckte ut din hand, jag såg och trodde är en psalmtext av Jan Arvid Hellström. Texten diktade 1970 och har fem 5-radiga verser.
Melodin är en tonsättning i D-dur (6/8-dels takt) av Kjell Bengtsson.
Texten är fri från upphovsrätt år 2064.

## Publicerad som
- Nummer 473 i Den svenska psalmboken 1986 under rubriken "Påsk".